# Larysa Zaspa
Larysa Zaspa (Khmelnytskyi, 22 de setembro de 1971) é uma ex-handebolista profissional ucraniana, medalhista olímpica.
Larysa Zaspa fez parte do elenco da medalha de bronze inédita da equipe ucraniana, em Atenas 2004.